# Franz è il mio nome/Viva la guerra
Franz è il mio nome/Viva la guerra è un singolo del cantautore italiano Edoardo Bennato, pubblicato nel 1976 come secondo estratto dall'album La torre di Babele.

## Descrizione
È il decimo singolo di Bennato, sesto inciso con la Dischi Ricordi, distribuito come promo per il solo circuito radiofonico.
Franz è il mio nome parla di un “fantastico barrocciaio” che sulla sua carrozza collodiana ti porta dall’altra parte del muro, nel paese dei balocchi. Dove nelle vetrine c’e’ tutto quanto si possa desiderare..... tuttavia quando finirai i soldi tu stesso sarai esposto in vetrina!.
La filastrocca unisce simbolicamente le vicende del viaggio verso il paese dei balocchi di Pinocchio al passaggio al di là del muro di Berlino, la parte ovest, la più ricca. Ed è quì che l´uomo si perde nel mondo del consumismo e della mercificazione..
Il brano venne reinciso da Bennato nell'album raccolta Edo rinnegato del 1990.
Viva la guerra è un brano grottesco e surreale contro la guerra.

## Tracce
Lato A
1. Franz è il mio nome – 6:10 (Edoardo Bennato; edizioni musicali Modulo Uno)

Lato B
1. Viva la guerra – 4:52 (Edoardo Bennato; edizioni musicali Edizioni musicali Modulo Uno)

## Formazione
- Edoardo Bennato – voce, chitarra 12 corde
- Eugenio Bennato – plettri
- Francesco Bruno – chitarra 6 corde
- Gigi De Rienzo – basso
- Tony Esposito – batteria, percussioni
- Stefano Sabatini – piano
- Robert Fix – sax